# 马特·麦克唐纳
马特·麦克唐纳（英語：Matt Macdonald，1999年3月15日—），新西兰男子赛艇运动员。他曾代表新西兰参加2020年夏季奥林匹克运动会赛艇比赛，获得男子八人单桨有舵手金牌。